# Guy (hudební skupina)
Guy je americká New jack swing, hip-hopová a R&B skupina, založená v roce 1987 zpěvákem-skladatelem Aaron Hall-em a hudebním producentem Teddy Riley-m.

## Historie
Riley a Hall se znali již od dětství, když spolu vyrůstali v Harlemu a rovněž účinkovali ve skupině Kids At Work. Jako duo rovněž skladatelsky spolupracovali na skladbách "Just Got Paid" (Johnny Kemp) a "My Prerogative" (Bobby Brown).
V roce 1988 skupina debutovala 3x platinovým albem Guy a rovněž mají na kontě hity jako "I Like" (#70), "My Fantasy" (#2 R&B) či "Dancin'" (#22).

## Členové skupiny

### Současní členové
- Aaron Hall
- Damion Hall

### Bývalí členové
- Teddy Riley
- Timmy Gatling

## Diskografie

### Alba
- 1988: Guy (MCA) - #1 R&B, #27 pop
- 1990: The Future (MCA) - #16 pop, #1 R&B
- 2000: Guy III (MCA) - #13 pop, #5 R&B

### Kompilační alba
- 2002: Groove Me: The Very Best Of Guy (MCA)
- 2004: The Millennium Collection (Geffen)

### Singly
- 1988: "Groove Me" - #4 R&B
- 1989: "Teddy's Jam"
- 1989: "I Like" - #70 U.S.
- 1989: "My Fantasy"
- 1990: "Wanna Get with You" - #50 U.S.
- 1991: "Do Me Right"
- 1991: "Let's Chill" - #41 U.S.
- 1999: "Dancin'" - #22 U.S.